# 昙花
昙花也叫月下美人，是仙人掌科昙花属的一个种，原产墨西哥南部和中美洲。

## 文化

### 中国成语
由于昙花开花时间短，故成语“昙花一现”的意思是“美好的事物或景象出现了一下，很快就消失。”